# Allotrianpuisto
Le parc d'Allotria (en finnois : Allotrianpuisto) est un parc du quartier Hermanni à Helsinki en Finlande.

## Description
Le parc d'Allotria est situé en bordure de la rue Hämeentie a proximité de la Prison d'Helsinki. 
Le parc tire son nom du cinéma Allotria, qui était autrefois situé à Hämeentie 68, c'est-à-dire au croisement de Hämeentie et de Mäkelänkatu, où fonctionne actuellement le théâtre musical Kapsäkki. 
En bordure du parc se trouvent, entre-autres, les bâtiments des adresses Rialtonkuja 6 et Allotriankuja 4.

## Statue du Mahatma Gandhi
Offerte par le gouvernement indien, une statue du Mahatma Gandhi a été érigée dans le parc d'Allotria en septembre 2019. 
La statue de bronze mesure 185 centimètres de haut et repose sur un socle en granite brun.
Lors de sa visite en Finlande du 20 septembre 2019, le ministre indien des Affaires étrangères Subrahmanyam Jaishankar a inauguré la statue de Gandhi avec le ministre finlandais des Affaires étrangères Pekka Haavisto et l'adjointe au maire d'Helsinki Pia Pakarinen.